# آبل ۳۷۰
آبل ۳۷۰ (انگلیسی: Abell 370) با نام مستعار اژدها، یک خوشه کهکشانی است که در فاصلهٔ نزدیک به ۵ میلیارد سال نوری از زمین (در انتقال به سرخ z = 0.375) و در صورت فلکی نهنگ واقع شده است. هستهٔ آن از چند صد کهکشان تشکیل‌شده است و در کاتالوگ جرج آبل تحت عنوان دورترین خوشه فهرست‌بندی شده است. در دهه ۱۹۸۰، اخترشناسان رصدخانه تولوز یک همگرایی گرانشی را در فضای بین زمین و آبل ۳۷۰ کشف کردند. در حقیقت، آیل ۳۷۰ یکی از اولین خوشه‌های کهکشانی است که اخترشناسان در آن پدیدهٔ  همگرایی گرانشی را مشاهده کردند. قوس این همگرایی تا پیش از این در نزدیکی خوشه مشاهده شده بود اما اخترشناسان توانستند که آن را به عنوان یک پدیدهٔ قابل توضیح تشخیص دهند.

## نگارخانه

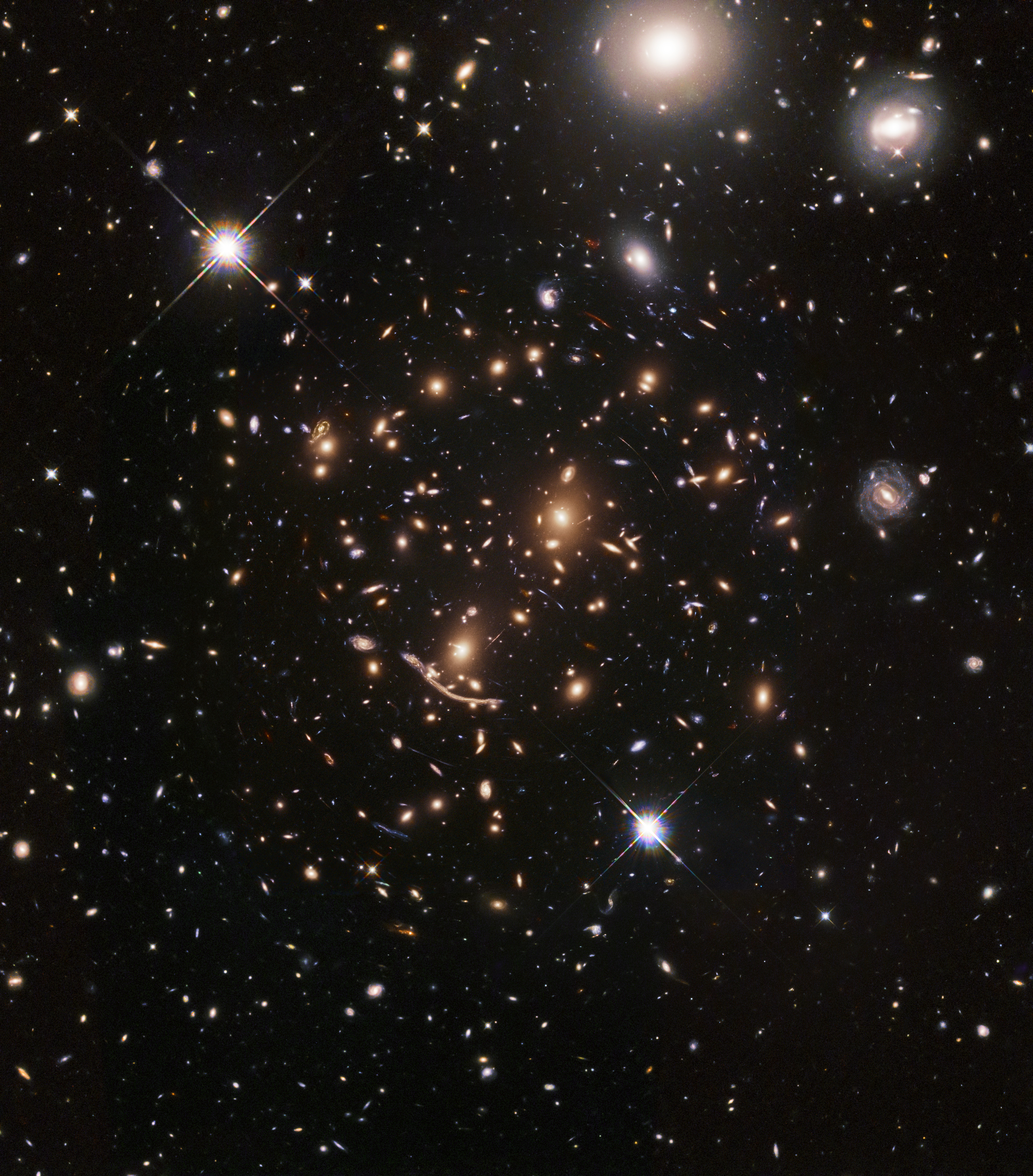
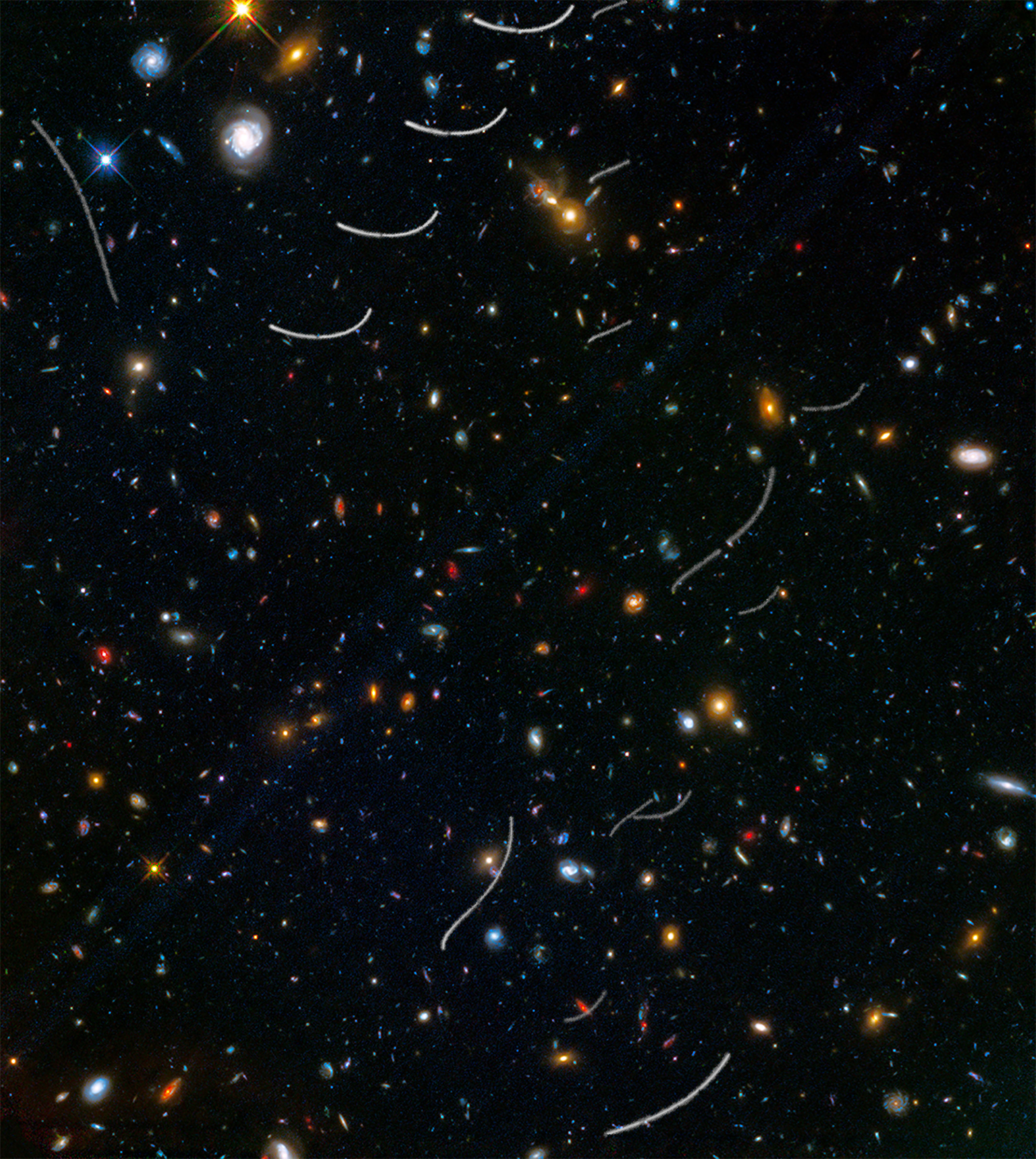
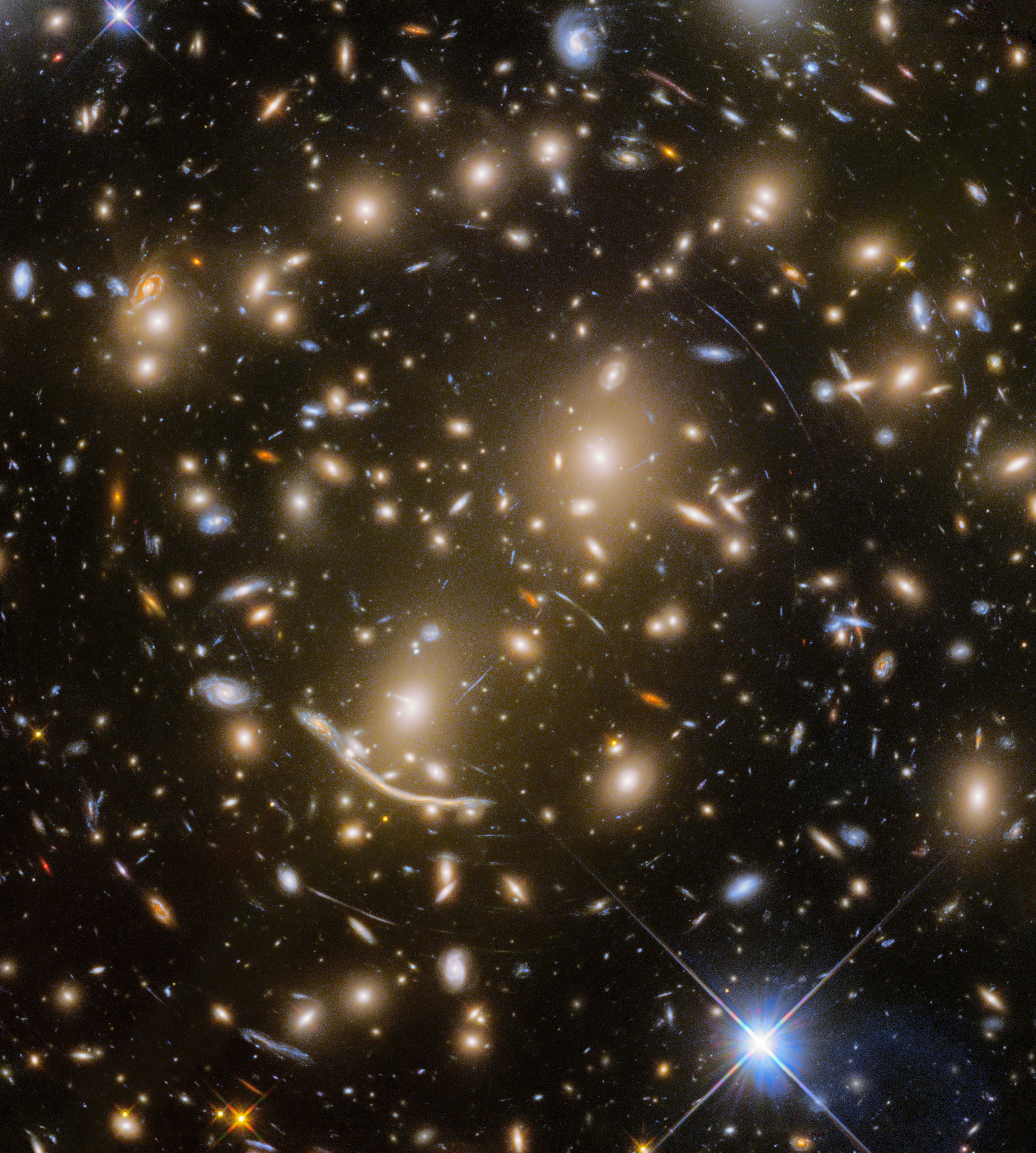